# Bajerscy herbu własnego

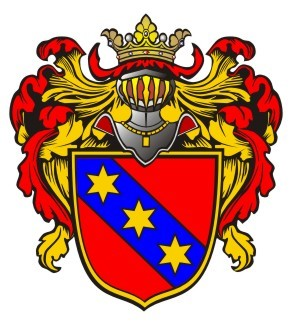
Herb Bajerski

Bajerscy (niem. von Beyersee) herbu własnego – polski ród szlachecki o pruskich korzeniach, pochodzą z Bawarii. W swoich herbarzach, Bartłomiej Paprocki, Krzysztof Czarniecki (za Kasprem Niesieckim), a za nimi Seweryn Uruski i inni, błędnie przypisywali Bajerskich do herbu Fogelveder.

## Etymologia nazwiska
Johan Siebmacher w swoim herbarzu stwierdził, że niemiecka rodzina von Beyersee uległa całkowitej polonizacji, a jej nazwisko zostało przekształcone na formę Bajerski.

## Historia
Bajerscy (niem. von Beyersee) to zamożny niemiecko–polski ród szlachecki. Posiadali własny herb. Byli rycerzami pochodzącymi z okolic jeziora Beyersee, znajdującego się w pobliżu miasta Amorbach, w Dolnej Frankonii, w Bawarii, niemieckim kraju związkowym. Rodzina ta w średniowieczu otrzymała od Zakonu krzyżackiego, Komturii Człuchowskiej i Starogrodzkiej, znaczne majątki na Pomorzu. Otrzymali między innymi wieś, którą nazwali Beyersee (przywołując nazwę ich wcześniejszego gniazda w Bawarii). Z Bawarii do ziemi chełmińskiej Bajerscy (niem. von Beyersee) dotarli przez Śląsk. W XV i XVI w., przekształcenia ich nazwiska (patrz sekcja: Etymologia nazwiska) podążały za stopniowymi zmianami nazwy miejscowej Beyersee na spolszczone Bajerze. Miejscowość ta była ich rycerską posiadłością lenną.
Gniazdem Bajerskich ze spolszczoną już nazwą była wieś Bajerze (Beyersee, Beygersee, Beygerzse, Beyersche, Beyerszee, Beiersehe, Beigersehe, Beiersze, Baiersee, Bayersee, 1526 r. Maius et Minus Bayerze, Bajerze), 11 km na południowy wschód od Chełmna, w gminie Kijewo Królewskie.

## Historyczne wzmianki o rodzie
Henryk (Heinrich) von Beyersee (Beygerzse) podpisał 11 lipca 1316 roku na zamku w Malborku, umowę o wymianę dóbr z Opactwem Cystersów z Oliwy, tj. pół majątku Sydow i Succoczyn. Zgodę na tę wymianę wydał komtur David von Danzig i wielki mistrz Zakonu krzyżackiego Karl Bessart von Tier (z Trewiru). 29 czerwca 1338 roku Henryk (Heinrich) von Beyersee (Beygerzse) otrzymał od Zakonu krzyżackiego nadanie na prawie chełmińskim połowy wsi Gersdorf (Görsdorf/Ogorzeliny, gm. Konitz/Chojnice), liczącej 120 łanów. Dyplom lokacyjny dla tej wsi wystawił w Malborku wielki mistrz Zakonu krzyżackiego Dytryk von Altenburg. Odbiorcami dokumentu, w którym zostały określone powinności podatkowe i rycerskie wobec Zakonu byli w połowie Henryk von Beygerzse, a w drugiej połowie nadania jego szwagier Henniken Lange oraz synowie Heinnikena: Tomasz, Henryk i Herbord. Amelung von Beyersee otrzymał 23 października 1409 roku, od Zakonu krzyżackiego 10 grzywien za konia, za swój udział w wyprawie na Dobrzyń. Wielki mistrz Zakonu krzyżackiego Ulrich von Jungingen wypowiedział wojnę Polsce 6 sierpnia 1409 roku. Zapłata dla Amelunga 23 października 1409 roku związana była z jego udziałem w najechaniu na ziemię dobrzyńską wraz z wojskami Zakonu. Wielki mistrz Zakonu krzyżackiego Michał Küchmeister von Sternberg, po raz kolejny nadał 16 lipca 1421 roku, na prawie magdeburskim, rycerzowi Mikołajowi Bajerskiemu von Beyersee z Leszcza (swojemu krewnemu), wieś Beyersee, na wspomożenie dóbr Kijewa Szlacheckiego, z obowiązkiem daniny: 1 korca żyta i korca pszenicy od radła, 1 funta wosku oraz 1 denara kolońskiego, wartowego i schalwenskornu. W latach 1423–1424 współwłaścicielem Beyersee był brat Mikołaja Bajerskiego von Beyersee rycerz Cuncze von Beyersee, który za otrzymane od Zakonu krzyżackiego nadania zobowiązany był do 3 służb w zbroi lekkiej. Rycerz Mikołaj Bajerski z Beyersee za otrzymane od Zakonu krzyżackiego nadania zobowiązany był do 2 służb w zbroi lekkiej. W 1438 roku folwark Beyersee dawał Komturii Starogrodzkiej 8 szkojec i 1 grzywnę czynszu. Mikołaj Bajerski von Beyersee był współzałożycielem i aktywnym działaczem Związku Pruskiego, został wymieniony w jego statucie i akcie erekcyjnym. Związek Pruski istniał w od 14 marca 1440 roku do 20 lipca 1454 roku. Wielki mistrz Zakonu krzyżackiego Ludwig von Erlichshausen 17 sierpnia 1452 roku napisał list do króla Kazimierza IV Jagiellończyka – O zamiarze sprzedaży swoich dóbr przez Mikołaja von Beyerszee oraz innych, którzy chcieli się przesiedlić do Polski. W 1457 roku folwark Beyersee należał do rycerza Jerzego Bajerskiego z Beyersee. 24 listopada 1484 roku, po śmierci wojewody pomorskiego Jana Bajerskiego z Beyersee, król Kazimierz IV Jagiellończyk wyraził zgodę jego sukcesorom, na sprzedaż starostwa tczewskiego Pawłowi Jasieńskiemu. Urszula Bajerska z Bajerza, żona Marka, otrzymała 2 sierpnia 1526 roku przywileje na posiadłości Małe i Wielkie Bajerze, Kuczwały, Sumowo i Linde. W 1570 roku, syn Marka i Urszuli, Michał Bajerski z Beyersze i Linde posiadał 28 łanów chłopskich, karczmę, kuźnię, wiatrak, 6 zagrodników z bydłem.

## Członkowie rodu
- Mikołaj Bajerski von Beyersee (1394–1460), był współzałożycielem i jednym z przywódców Związku Pruskiego, który został powołany 14 marca 1440 r. w Kwidzynie jako konfederacja szlachty i miast pruskich. Od 24 sierpnia 1454 r. do 15 lipca 1459 r. był pierwszym starostą radzyńskim (chełmińskim)[2][6][18][15].
- Jan Bajerski von Beyersee (1425–1484), od 29 listopada 1471 r. do 2 lipca 1476 r. był miecznikiem pomorskim (pruskim), od 21 kwietnia 1482 r. do 19 marca 1483 r. podkomorzym chełmińskim, od 20 sierpnia 1483 r. do 22 lipca 1484 r. starostą tczewskim, a od 19 marca 1483 r. do 1 czerwca 1484 r. wojewodą pomorskim[2][15][31].
- Gabriel Bajerski von Beyersee (1444–1510), od 1465 r. był studentem Akademii Krakowskiej, 24 lutego 1482 r. w Rzymie otrzymał wyższe święcenia kapłańskie, w latach 1479–1484 był proboszczem parafii w Nowym Stawie, a następnie Św. Mikołaja w Elblągu i jednocześnie w latach 1480–1485 był sekretarzem, notariuszem i posłem Króla Kazimierza IV Jagiellończyka[2][36][37][38].
- Michał Bajerski z Bajerza (1490–1569), od 18 marca 1548 r. do 28 września 1550 r. był ławnikiem chełmińskim, a od 28 września 1550 r. do 19 września 1569 r. sędzią ziemskim chełmińskim[2][15].
- Stanisław Bajerski z Bajerza (1585–1654), był burgrabią grodzkim chełmińskim od 15 października 1627 r. do śmierci w 1654 r.[2][15]
- Franciszek Józef Bajerski (1684–1732), od 25 czerwca 1716 r. do 18 sierpnia 1718 r. był ławnikiem chełmińskim, od 19 listopada 1718 r. do 29 listopada 1732 r. sędzią ziemskim michałowskim[2][15][39].
- Józef Bajerski (1800–1867), jako wachmistrz w Szkole Podchorążych w Warszawie brał czynny udział w przygotowaniach i działaniach Nocy Listopadowej 29 listopada 1830 r., odbył całą kampanię Powstania Listopadowego, został awansowany do stopnia kapitan 4 października 1831 r., otrzymał Złoty Order Virtuti Militari[40][41].
- Włodzimierz Bajerski (1901–1945), był generałem-majorem ВС КОНР[42][43][44][45].